# Los Bastardos Finlandeses

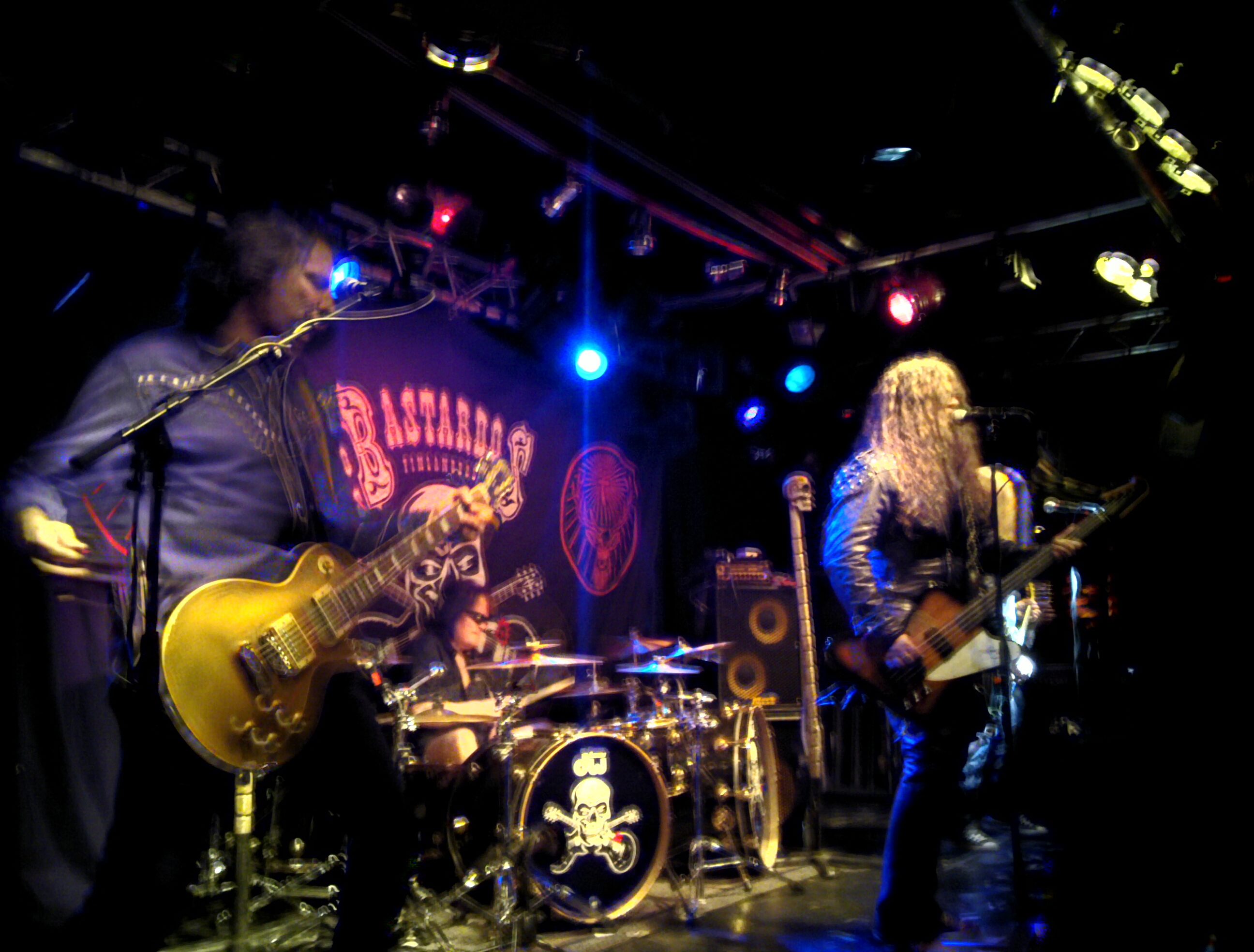
Los Bastardos Finlandeses en 2011.

Los Bastardos Finlandeses est un groupe finlandais de rock fondé en 2005.

## Membres du groupe
- El Taff Bastardo (Bryn Jones) : chant
- El Bastardo Grande : batterie
- Don Osmo : guitare
- El Diablo : guitare
- El Muerte : basse

## Discographie
- 2007 : My Name is El Muerte
- 2008 : Return of El Diablo
- 2009 : El Grande's Saloon
- 2011 : Saved by Rock'n'Roll
- 2013 : Day of the Dead
- 2015 : BMF Ball
- 2019 : Rock'n'Roll